# Championnat du Guyana de football 2016-2017
Navigation
Saison précédente Saison suivante
La saison 2016-2017 du Championnat du Guyana de football est la seizième édition du championnat national au Guyana. À l'origine, dix formations doivent prendre part à la compétition mais quatre d'entre elles se retirent à la suite du choix de la fédération d'intégrer Topp XX et Victoria Kings parmi les clubs engagés. Il n'y a donc que six équipes participantes qui sont regroupées au sein d'une poule unique où elles s'affrontent deux fois. Les deux derniers du classement final sont relégués à l'issue de la saison.
C'est le club de Guyana Defence Force FC qui remporte la compétition cette saison après avoir terminé en tête du classement final, avec deux points d'avance sur Fruta Conquerors. Il s’agit du premier titre de champion du Guyana de l'histoire du club.

## Les clubs participants
- Topp XX
- Victoria Kings FC
- Buxton United
- Guyana Defence Force FC
- Monedderlust FC
- Fruta Conqierors

## Compétition
Le barème de points servant à établir le classement se décompose ainsi :
- Victoire : 3 points
- Match nul : 1 point
- Défaite : 0 point

### Résultats
| Rang | Équipe                  | Pts | J  | G | N | P | Bp | Bc | Diff |  | Résultats (▼ dom., ► ext.) | GDF | Fru | Vic | Bux | Top | Mon |
| ---- | ----------------------- | --- | -- | - | - | - | -- | -- | ---- |  | -------------------------- | --- | --- | --- | --- | --- | --- |
| 1    | Guyana Defence Force FC | 27  | 10 | 9 | 0 | 1 | 36 | 8  | +28  |  | Guyana Defence Force FC    |     | 3-1 | 7-1 | 4-0 | 4-1 | 4-0 |
| 2    | Fruta Conquerors        | 25  | 10 | 8 | 1 | 1 | 25 | 7  | +18  |  | Fruta Conquerors           | 2-1 |     | 0-0 | 2-0 | 3-0 | 4-0 |
| 3    | Victoria Kings FC       | 14  | 10 | 4 | 2 | 4 | 13 | 22 | -9   |  | Victoria Kings FC          | 0-4 | 1-5 |     | 2-1 | 5-1 | 2-1 |
| 4    | Buxton United           | 13  | 10 | 4 | 1 | 5 | 18 | 17 | +1   |  | Buxton United              | 1-2 | 1-2 | 2-0 |     | 3-0 | 3-2 |
| 5    | Topp XX                 | 5   | 10 | 1 | 2 | 7 | 10 | 29 | -19  |  | Topp XX                    | 1-4 | 0-3 | 1-1 | 3-3 |     | 2-1 |
| 6    | Monedderlust FC         | 3   | 10 | 1 | 0 | 9 | 8  | 27 | -19  |  | Monedderlust FC            | 1-3 | 1-3 | 0-1 | 0-4 | 2-1 |     |

|  | Qualification pour la CFU Club Championship 2018 |
|  | Relégation en deuxième division                  |

## Bilan de la saison
| Championnat du Guyana de football 2016-2017 |                                     |
| Champion                                    | Guyana Defence Force FC (1er titre) |
| Coupes et trophées                          |                                     |
| Vainqueur de la Coupe du Guyana 2016-2017   | Non disputée                        |
| Qualifications continentales                |                                     |
| CFU Club Championship 2018                  | Guyana Defence Force FC             |
| Promotions et relégations                   |                                     |
| Promus en Super League                      | Den Amstel FC                       |
| Promus en Super League                      | Western Tigers FC                   |
| Relégués                                    | Monedderlust FC                     |
| Relégués                                    | Topp XX                             |